# Cirse des ruisseaux
Cirsium rivulare
Espèce
Classification phylogénétique
Le Cirse des ruisseaux (Cirsium rivulare) est une espèce de plantes à fleurs appartenant au genre Cirsium et à la famille des Astéracées (ou Composées).
C'est une plante bisannuelle ou vivace qui mesure 40 à 120 cm de haut, a de grandes feuilles à la base et un groupe de 2 à 4 fleurs ligulées en capitule au sommet d'une longue tige. Les fleurs pourpre apparaissent de juin à août.
Il est caractéristique des prairies humides et des mégaphorbiaies des montagnes. En France, il est présent dans le Massif central, les Alpes et les Pyrénées.